# SN 2008fo
SN 2008fo – supernowa typu Ic odkryta 7 sierpnia 2008 roku w galaktyce A164012+3943. W momencie odkrycia miała maksymalną jasność 18,40m.